# عبدالمجید موسوی
عبدالمجید موسوی سیاست‌مدار ایرانی بود، که در دوره‌های  بیست و یکم ،  بیست و دوم  و  بیست و سوم  بعنوان نماینده زنجان در مجلس شورای ملی حضور داشت.